# Degerfors
Degerfors er et byområde i Degerfors kommun i Örebro län i Sverige. I 2010 var indbyggertallet 7.160.